# Johan Szymanski
Johan Henrik Szymanski, född 24 juni 1985, är en svensk brandingenjör. Han har blivit uppmärksammad i media som räddningsledare i samband släckningsarbetet vid skogsbranden i juli 2018 på skjutfältet vid Trängslet i Älvdalens kommun i Dalarna.

## Biografi
Johan Szymanski växte upp i Malmköping. Han är utbildad brandingenjör vid Lunds tekniska högskola  2010. Han blev ställföreträdande räddningschef i Mora kommun 2010 och räddningschef där 2013. Han var då  en av de yngsta i Sverige som anställts i en sådan befattning.  Han blev senare också chef för räddningstjänsten i Orsa kommun samt ställföreträdande räddningschef i Älvdalens kommun.
Från 1 januari 2019 var Szymanski förbundsdirektör och räddningschef för den då nybildade Brandkåren Norra Dalarna, som omfattade fem kommuner i området.

Sedan 2020 är han vakthavande brandingenjör vid Storstockholms brandförsvar och regional insatsledare för Räddningsregion östra Svealand.

## Skogsbranden vid Trängslet 2018
Arbetet med att släcka skogsbranden på skjutfältet vid Trängslet komplicerades av att det fanns odetonerad ammunition inom skjutfältsområdet, som därför inte kunde beträdas.
Branden nådde till slut de brandbegränsningslinjer som hade skapats genom skyddsavbränning. Den slocknade således genom att den fick bränna ut.
Tidskriften Fokus utsåg honom i januari 2019 till Årets svensk i kategorin Årets samhällsbyggare.. Tidningen Metro har placerat Szymanski som nummer 3 (av 50) på sin lista över "svenska ljushuvuden 2018". Dessa är personer som "har lärt oss någonting genom att belysa en fråga på ett pedagogiskt eller effektivt sätt". 